# 一関市立東山図書館
一関市立東山図書館（いちのせきしりつひがしやまとしょかん）は、岩手県一関市にある公共図書館。現在の図書館は、2009年（平成21年）に東山地域交流センターと建物を共有する形で新築移転させている。

## 概要
一関市東山町松川の中心部に構える図書館である。8館ある一関市立図書館のひとつで、地域館に区分される。
前身となる東山町立図書館は市町村合併前の旧東山町に置かれていた。2005年（平成17年）の市町村合併で一関市立図書館に業務が引き継がれ、現在の一関市立東山図書館に至る。

## フロア
一般利用者向けに開放されているフロアは以下を参照。
1F
- 入口

東山地域出身で公開図書館の祖といわれる青柳文蔵が仙台に建てた青柳文庫の書庫をイメージし入口が装飾されている。
- 一般コーナー

木造ベースのゆったりとした空間。新着本が入口にあるほか、書架の中には職員のおススメやミニ企画展示がある。
- 児童コーナー

おはなしの部屋と呼ばれるスペースには、紙芝居やあかちゃん絵本、ぬいぐるみのほか、大型絵本・大型紙芝居がある。
- 雑誌コーナー

利用状況に合わせ、約60タイトルの雑誌が収集されている。
- 調べものコーナー

辞書や事典、郷土資料を調べることができる。また、東山地域にゆかりのある宮沢賢治や鉱物などに関するコーナーもある。
- 視聴覚コーナー

図書館にあるDVDやCDなどの視聴覚資料を視聴することができる。
（出典:）

## 移動図書館
本図書館では、移動図書館やまゆり号が運行されている。巡回エリア内にある21か所のステーションを周り、2か所の配本所へ資料を運搬している。なお、一部の巡回コースではやまゆり号ではなく公用車を用いての巡回が行われている。